# Klavierquartett (Mahler)
Das Klavierquartett a-Moll, von dem – neben Skizzen zu einem Scherzo – lediglich der 1. Satz überliefert ist, stellt das einzige erhaltene kammermusikalische Werk des österreichischen Komponisten Gustav Mahler (1860–1911) dar und stammt aus dessen Wiener Studienzeit.

## Entstehung und Datierung
Gustav Mahler schrieb in seiner Studienzeit am Wiener Konservatorium 1875 bis 1878 mehrere kammermusikalische Werke, die – bis auf einen Quartettsatz a-Moll für Violine, Viola, Violoncello und Klavier – als verloren bzw. vernichtet gelten. 1876 erhielt er für den Kopfsatz eines Klavierquintetts einen ersten Preis im Fach Komposition, 1878 erneut einen ersten Preis für ein Scherzo für Klavierquintett. Dass es sich bei dem 1876 auch im Rahmen eines Konzert in Iglau erklungenen ersten Satz des Quintetts um eine Besetzungsvariante des erhaltenen Quartettsatzes in a-Moll gehandelt hat, ist jedoch unwahrscheinlich. Mahler erwähnte 1896 gegenüber der befreundeten Natalie Bauer-Lechner ein Klavierquartett, das am Ende seiner Studienzeit entstanden, im Hause des Mediziners Theodor Billroth aufgeführt und anlässlich eines Wettbewerbs nach Russland geschickt worden sei, wo es verloren ging. Es ist anzunehmen, dass der erhaltene Satz hieraus stammt, wenngleich das erhaltene Autograph die (eventuell später ergänzte) Jahreszahl 1876 trägt, die nicht zum Studienende Mahlers zwei Jahre später passt. Zusammen mit weiteren Indizien ist eine Werkdatierung auf zwischen (Ende) 1876 und (spätestens) 1878 jedoch wahrscheinlich. Die Bezeichnung „I. Satz“ im Titel und die im inneren Umschlag vorhandenen Skizzen für einen weiteren Satz im Scherzo-Charakter (allerdings in g-Moll) deuten darauf, dass Mahler ein mehrsätziges Werk zumindest geplant hatte.

## Drucklegung und Rezeption
Das Autograph befand sich im Besitz von Alma Mahler-Werfel und wird heute in der Pierpont Morgan Library, New York, aufbewahrt. Die Ausstrahlung einer Aufführung im Südwestdeutschen Rundfunk im März 1932 ist belegt, gespielt von Erich Itor Kahn und Mitgliedern des Amar-Quartetts. Danach geriet der Quartettsatz in Vergessenheit und wurde erst etwa vierzig Jahre später von Peter Ruzicka wiederentdeckt, der 1973 für die Drucklegung im Sikorski-Verlag sorgte (inklusive der Skizzen zum Scherzo). 1997 erschien das Quartett als Supplement Band 3 in der Gustav-Mahler-Gesamtausgabe bei der Universal Edition.
Der Quartettsatz mit der Besetzung Violine, Viola, Violoncello und Klavier besitzt eine Spieldauer von etwa 10 Minuten, folgt der Sonatensatzform und trägt eingangs die Vortragsbezeichnung „Nicht zu schnell“. Peter Ruzicka charakterisierte ihn wie folgt: „So negiert der in düsterem a-Moll versinkende Schluß des Sonatensatzes jede Konvention von Äußerlichkeit, die bei einem Sechzehnjährigen wohl zu erwarten gewesen wäre. Überhaupt darf diese Tonart, die im Werk Mahlers (und auch in einer der Jugend-Symphonien) eine bedeutsame Rolle spielte, durchaus als unbewußtes Antizipando des Kommenden gewertet werden. [ …] Die thematische Erfindung gewinnt durchaus eigenpersönliches Profil; Form und Gestus weisen erkennbar auf die Wurzeln des damaligen musikalischen Bewußtseins Mahlers: auf Brahms, Schumann und Schubert.“
Der russische Komponist Alfred Schnittke zitierte in seinem eigenen Klavierquartett von 1988 Mahlers Quartett, ebenso in dem im gleichen Jahr entstandenen „Concerto grosso Nr. 4–Symphonie Nr. 5“, wobei das Letztere Motive aus dem Scherzo-Fragment in g-Moll verarbeitet.
In dem 2010 erschienenen Film "Shutter Island" von Martin Scorsese wird das Stück in einer Szene, die die Befreiung des KZ Dachau zeigt, gespielt.
Der österreichische Komponist und Dirigent Gerhard Präsent hat Bearbeitungen von Mahlers Rückert-Liedern sowie der Lieder eines fahrenden Gesellen für Singstimme und ebendiese Klavierquartettbesetzung erstellt.